# Эпойкия
Эпойкия (Эпиойкия, нахлебничество) — (от греч. epi — над + oikia — дом, семья) — разновидность комменсализма при которой мелкие организмы комменсалы живут на поверхности тела более крупных организмов не нанося им вреда. Например Эпифиты, Эпифиллы. Существует схожий тип сожительства, где один организм использует другой организм в качестве жилища без постоянного сообщения с внешней средой, при этом питаясь за его счет — Энтойкия или не питаясь за его счет — Синойкия (квартиранство), когда один из организмов использует другого в качестве убежища — паройкия., когда один организм передвигается за счет другого и его конечная цель только транспортировка — форезия. Эпиойкия является одним из путей перехода к паразитизму.
Комменсалы при нахлебничестве, как и во многих других видах комменсализма демонстрируют значительную структурную адаптацию по отношению к хозяину и окружающей среде. Часто, симбионты коэволюционируют вместе с организмом-хозяином вследствие коспециации.

## примеры
- В саванне Африки шакалы обитают вблизи гиен и поедают остатки их пищи, а гиены — остатки пищи львов и тигров.
- Рыба-прилипало прикрепляется мощной спинной присоской к коже акулы в области головы и приобретает возможность передвигаться и кормиться. При этом, акула не получает непосредственного вреда, а рыба-прилипало получает источник пищи и упрощенный способ передвижения.
- Нахлебничеством можно назвать растения — эпифиты, произростающие на других растениях — форофитах. Кроме наземных растений существует множество водорослей, которые ризоидами крепятся к другим водорослям или водным цветковым растениям.

Следует отметить, что некоторые взаимоотношения организмов весьма хрупки. Например, на берегу Баренцева моря живут двустворчатые моллюски, на поверхности которых обитают ракообразные — морские желуди. Часто желуди прикрепляются и к устью моллюска, вследствие чего створки не раскрываются. Моллюск погибает, и тогда такой вид взаимоотношений становится паразитическим.

## Основные характеристики
Как правило, эпойкию можно охарактеризовать по совокупности следующих факторов:
- Хозяин обеспечивет защиту комменсала.
- Хозяин обеспечивает кормовую базу комменсала.
- Комменсал получает постоянное жилье или область обитания вокруг организма-хозяина.
- Комменсал находится на поверхности тела хозяина или рядом с ним.